# Rectoria (Gavà)
La Rectoria és un edifici del municipi de Gavà (Baix Llobregat) que forma part de l'Inventari del Patrimoni Arquitectònic de Catalunya.
És un edifici aïllat de planta baixa i golfes que tenia funcions de rectoria. La casa és estructurada amb tres crugies i té composició simètrica a partir dels buits de façana. Porta amb arc carpanell rebaixat, obertures allindanades i ulls de bou a les golfes. Façana arrebossada i pintada de blanc; llindes i arestes són amb carreus de pedra de marès.